# Karni
Karni (latinsko Carni) so bili keltsko ljudstvo, sestavljeno iz več plemen, ki je v 1. tisočletju pr. n. št. živelo ob Jadranu ob reki Tilment do Tergesta (sedaj Trsta) in v notranjosti od Jadrana do Alp, (v tem predelu se po njih imenujejo Karnijske Alpe), ter do Okra (Ocre-danes Nanosa).
O Karnih že v antični virih poročajo Livij, Plinij, Strabon. Na zahodu so bili njihovi sosedje Veneti, na jugu pa Histri, na jugovzhodu Japodi na severu pa Noričani.
Pisani viri označujejo Karne večinoma za Kelte, vendar pa je ta opredelitev nezanesljiva, ker bi v njih težko videli Kelte, ki so 186 pr. n. št. (po Liviju) vdrli prek Alp v severozahodno Italijo in ustanovili novo mestno naselbino na območju poznejše Akvileje (Oglej), kot menijo nekateri raziskovalci. Ker jih viri omenjajo v zvezi z Veneti, Iliri in Japodi, je verjetneje, da so bili njim sočasen narod, ki pa se je kasneje keltiziral. Na ozemlju Karnov so nastala rimska mesta Iulium  Carnicum (sedaj Zuglio pri Tolmeču), Forum Iulli (Čedad) in Tregeste.
Leta 35. pr. n. št. so si jih podvrgli Rimljani;, ko jih je premagal cesar Oktavijan. Cesar Antonin Pij, ki je vladal od 138 do 161 n. št. je Karne skupaj s Katali pridelil rimski koloniji Tergeste. Njihovo ime se je ohranilo v Carneoli (Kranjska) in Carnium (Kranj).